# 米奇·丹尼尔斯
小米切尔·伊莱亚斯·“米奇”·丹尼尔斯（英語：Mitchell Elias "Mitch" Daniels, Jr.，1949年4月7日—），美国政治家，美国共和党成员，前印第安纳州州长（2005年至2013年），第12任普渡大學校長（2013年至2022年）。
丹尼尔斯的政治生涯始于给参议员理查德·盧加爾当助理的时候，从1977年到1982年，他在参议院担任盧加爾的首席参谋。后来他回到印第安纳州并加入礼来公司，1993年至1997年担任北美地区制药业务的总裁，1997年至2001年担任公司战略和政策高级副总裁。2001年1月，丹尼尔斯被小布什总统任命为美国行政管理和预算局局长，直到2004年8月卸任。
丹尼尔斯在离开布什政府后参加了2004年印第安纳州州长选举，他先是以67%的选票赢得了共和党的党内初选，而后在大选中击败了民主党籍的现任州长乔·克南；2008年，丹尼尔斯又击败吉尔·朗·汤普森成功连任。丹尼尔斯削减了18%的州政府工作人员，并削减了州财产税，而且通过预算紧缩措施平衡了州预算，还将州预算的增速控制在通货膨胀率以下。在他的第二个任期内，工会和民主党人在州立法机关抗议他的一系列政策，包括印第安纳州的学券计划、公共公路私有化以及印第安纳州众议院试图通过的“工作权利”立法，导致2011年印第安纳州立法机关罢工。不过即使是这样，他还是在其任期内最后一次州立法机关会议时通过了这项立法，这使得印第安纳州成为了第23个通过该法律的州。
人们普遍猜测丹尼尔斯将成为2012年总统大选的候选人，但他最终并没有参选。丹尼尔斯在2013年1月14日州长任期结束后，被普渡大学董事会推选为普渡大学校长。2022年年底结束校长任期，离职后普渡大学原克兰纳特管理学院被更名为丹尼爾斯商學院，校内一条主干道也被改名为米奇·丹尼尔斯大道。

## 荣誉

### 外国勋章奖章
- 旭日重光章（日本，2017年4月29日公布[11]）